# Boban Bajković
Boban Bajković (Servisch: Бобан Бајковић) (Cetinje, 15 maart 1985) is een Servisch voetballer die als doelman speelt. Hij staat onder contract bij Lierse in de Jupiler Pro League.

## Erelijst
- SuperLiga  in 2014 met Rode Ster Belgrado

## Clubcarrière
Bajković debuteerde in 2001 in het profvoetbal in het shirt van Lovćen Cetinje. Twee jaar later werd hij naar Rode Ster Belgrado getransfereerd. Die club leende hem om wedstrijdervaring op te doen uit aan FK Jedinstvo Ub, FK Radnički Niš, FK Rad, FK Smederevo en FK Srem. Met Rode Ster won hij in 2010 en 2012 de Servische beker en werd hij in 2014 landskampioen. In september 2014 tekende hij als transfervrije speler bij Lierse. Op 28 september 2014 debuteerde hij voor Lierse in de Jupiler Pro League tegen Standard Luik.
2 Vinck ·
4 Frans ·
5 Boussaid ·
7 El-Gabas ·
8 Allach ·
11 Laurent ·
12 Kasmi ·
13 Buysens ·
14 Yakubu ·
15 Bourdin ·
16 Poelmans ·
17 Weuts ·
18 Wils ·
21 Sabir ·
22 Joachim ·
23 De Busser ·
24 Diarra ·
25 Binst ·
30 Goris ·
32 Andrei ·
34 Hall ·
39 Ntambwe ·
44 Janssens ·
44 Janssens ·
77 Yagan ·
Badibanga ·
Coach: Still